# Ejlert Bjerke
Ejlert Bjerke, född 14 mars 1887 och död 25 september 1963, var en norsk författare.
Bjerke gav ut en rad diktsamlingar, skådespel, romaner och avhandlingar. De mest betydande är hans två stora romaner Livsfyrsten (1914) och Sværmere i solen (1917), samt Parisskildringen Gjøglere (1924).
Han var far till André Bjerke.